# 위협

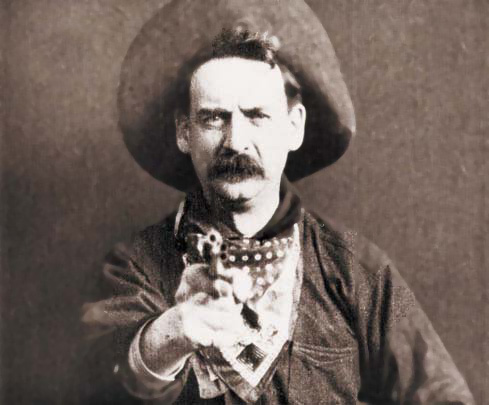
대열차강도 (1903년 영화)의 배우 저스터스 D. 반스의 위협 모습

위협(威脅, 영어: Threat)은 다른 사람에게 해를 끼치거나 손실을 입히려는 의도를 전달하는 것이다. 협박은 충돌하는 당사자들 사이에서 강압이나 통제를 위해 상대방을 소심하거나 심리적으로 불안하게 만들기 위해 사용하는 전술이다. 강요를 위한 협박 행위는 위협으로 간주된다.
위협 행위나 협박 행위(또는 범죄적 위협 행위)는 의도적으로 또는 고의로 다른 사람에게 신체 상해의 두려움을 주는 범죄이다. "해를 끼칠 위협은 일반적으로 부상, 신체적 또는 정신적 손상, 부상의 행위 또는 사례, 사람에 대한 물질적 손해 또는 손실에 대한 인식을 포함한다."
법으로 금지되는 가장 일반적인 유형의 위협 중 일부는 금전적 이익을 얻거나 개인의 의지에 반하는 행동을 강요하려는 의도로 이루어진 위협이다. 대부분의 미국 주에서는 (1) 다른 사람에게 치명적인 무기를 사용하겠다고 위협하는 것; (2) 타인의 신체나 재산에 피해를 입히는 행위; 또는 (3) 다른 사람의 평판을 손상시키는 행위를 가리킨다.

## 같이 보기
- 노여움
- 강요
- 협박
- 신빙성 없는 위협